# Краснооктябрьское сельское поселение (Алексеевский район)
Краснооктя́брьское се́льское поселе́ние — муниципальное образование (сельское поселение) в составе Алексеевского района Волгоградской области.
Административный центр — посёлок Красный Октябрь.

## География
Поселение расположено на востоке Алексеевского района.
Граничит с:
- на севере и востоке — с Новоаннинским районом
- на юго-востоке — с Шарашенским сельским поселением
- на юго-западе — с Солонцовским сельским поселением
- на западе — с Ларинским, Алексеевским и Яминским сельскими поселениями
- на северо-западе — с Большебабинским сельским поселением

## Население
| 2010 | 2012  | 2013 | 2014 | 2015 | 2016 | 2017 |
| ---- | ----- | ---- | ---- | ---- | ---- | ---- |
| 1177 | ↘1046 | ↘943 | ↘937 | ↘889 | ↘856 | ↘829 |
| 2018 | 2019  | 2020 | 2021 |      |      |      |
| ↘800 | ↘769  | ↘748 | ↘725 |      |      |      |

## Состав сельского поселения
| № | Населённый пункт   | Тип населённого пункта          | Население |
| - | ------------------ | ------------------------------- | --------- |
| 1 | Большая Таволжанка | хутор                           | 112       |
| 2 | Большевик          | хутор                           | 0         |
| 3 | Земляничный        | хутор                           | 0         |
| 4 | Красный Октябрь    | посёлок, административный центр | 895       |
| 5 | Попов              | хутор                           | 93        |
| 6 | Светлый Яр         | посёлок                         | 0         |
| 7 | Серебрянский       | хутор                           | 77        |

## Местное самоуправление
В соответствии с Законом Волгоградской области от 18 ноября 2005 г. № 1120-ОД «Об установлении наименований органов местного самоуправления в Волгоградской области», в Краснооктябрьском сельском поселении установлена следующая система и наименования органов местного самоуправления:
- Дума Краснооктябрьского сельского поселения (11 октября 2009 года избран второй созыв)
численность (первого созыва) — 10 депутатов[14]
избирательная система — мажоритарная, один многомандатный избирательный округ.
- Глава Краснооктябрьского сельского поселения — Козловцев Владимир Васильевич
- Администрация Краснооктябрьского сельского поселения